# Lei do quadrado-cubo

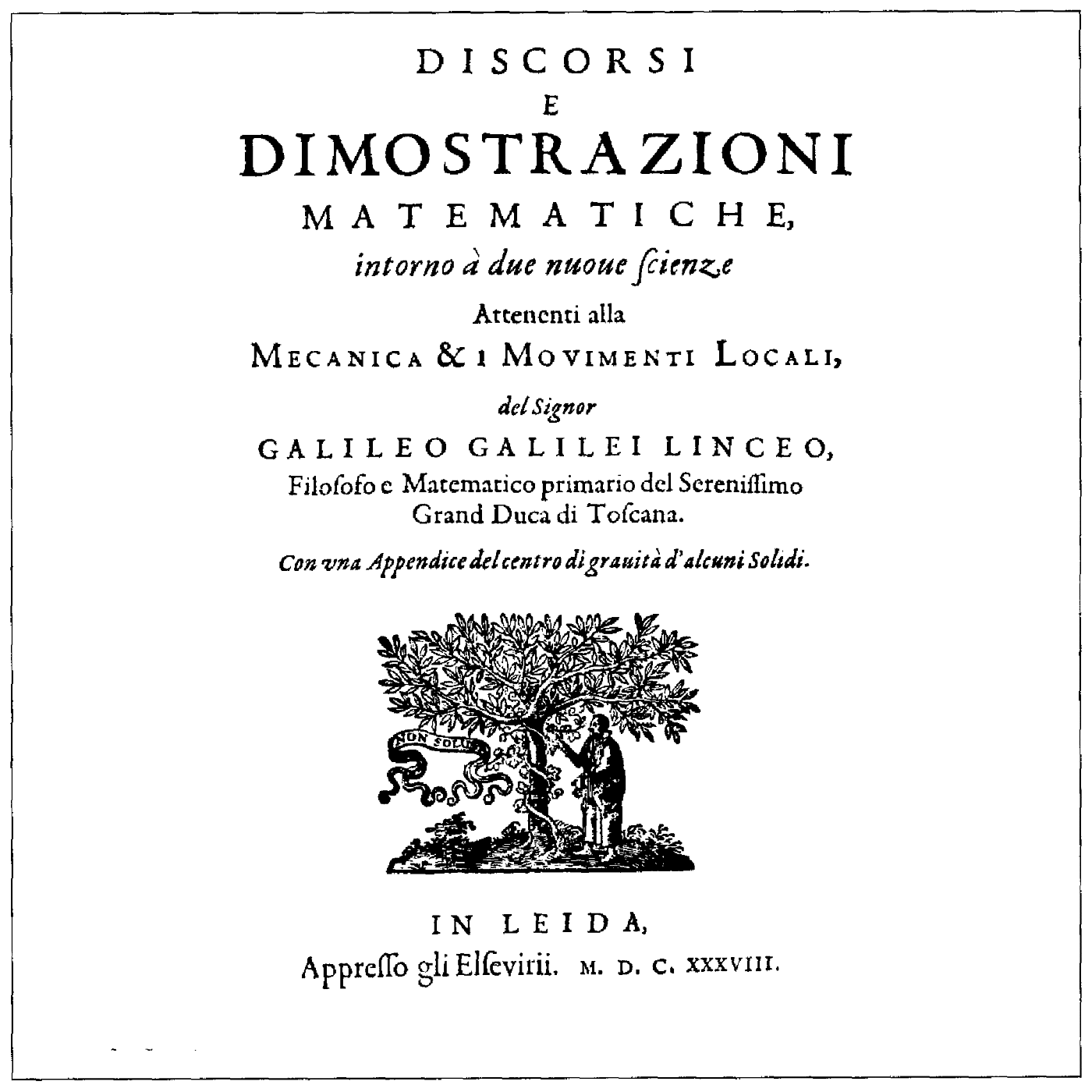
A lei quadrado-cubo foi mencionada pela primeira vez em Due Nuove Scienze (1638).

A lei do quadrado-cubo ou lei quadrático-cúbica é um princípio matemático-geométrico, aplicado em vários campos científicos e técnicos, que descreve a relação entre volume e área de um corpo à medida que suas dimensões aumentam ou diminuem. Foi descrita pela primeira vez em 1638 por Galileo Galilei em seu livro Duas novas ciências: Discorsi e Dimostrazioni Matematiche, intorno a due nuove scienze.
Em termos gerais este princípio estabelece que, quando uma forma cresce em tamanho, seu volume cresce mais rápido que sua superfície. Quando se aplica ao mundo real, este princípio tem muitas implicações que são importantes em campos que vão desde a engenharia mecânica à biomecânica. Isto ajuda a explicar grande variedade de fenômenos, por exemplo o porquê de grandes mamíferos como os elefantes perderem calor com maior dificuldade que aqueles menores como os roedores, e porque existem limites fundamentais ao tamanho dos castelos de areia.

## Descrição
A lei do quadrado-cubo pode ser enunciada como segue:

Quando um objeto é submetido a um aumento proporcional em tamanho, seu novo volume é proporcional ao cubo do multiplicador e sua nova superfície é proporcional ao quadrado do multiplicador.
Matematicamente representada como:
{\displaystyle V_{2}=V_{1}\left({\frac {\ell _{2}}{\ell _{1}}}\right)^{3}}
onde {\displaystyle V_{1}} é o volume original, {\displaystyle V_{2}} é o novo volume, {\displaystyle \ell _{1}} é uma medida linear (como um comprimento ou largura) original e {\displaystyle \ell _{2}} é a nova medida linear.
{\displaystyle A_{2}=A_{1}\left({\frac {\ell _{2}}{\ell _{1}}}\right)^{2}}
onde {\displaystyle A_{1}} é a área original e {\displaystyle A_{2}} é a nova área.